# Kościół św. Mikołaja w Brzegu
Kościół św. Mikołaja – rzymskokatolicki, gotycki kościół parafialny w Brzegu. Bazylika pochodząca z XIV wieku, zaliczana jest do największych tego typu budowli gotyckich na Śląsku. Świątynia należy do parafii św. Mikołaja w Brzegu w dekanacie Brzeg południe, archidiecezji wrocławskiej.
15 listopada 1958 roku bazylika została wpisana do rejestru zabytków województwa opolskiego pod numerem 515/58.
W latach 1525–1945 świątynia luterańska.

## Historia kościoła
Kościół powstawał w latach 1370–1420 za czasów rządów księcia Ludwika I. Wybudowano go w miejscu starszej, murowanej budowli, którą wymienia się w źródłach w 1279 r. Budowla została sfinansowana przez mieszczan i księcia. Rajcy miasta zamówili projekt u mistrza wrocławskiego Gunthera, który powtórzył schemat wrocławskich kościołów: św. Marii Magdaleny oraz św. Elżbiety.

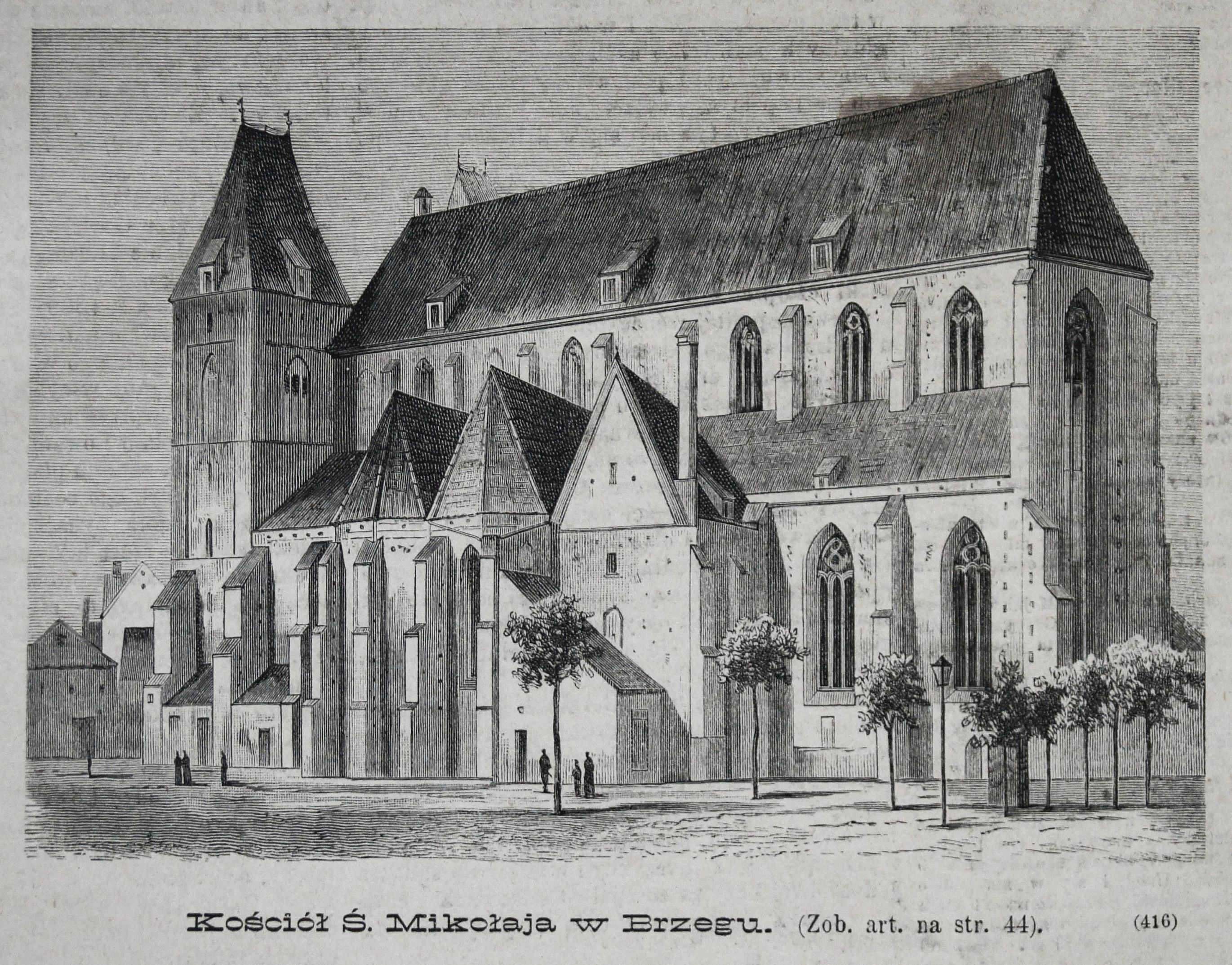
Drzeworyt z 1884 roku

W 1523 roku w Brzegu zwyciężyła reformacja. Książę Fryderyk II wprowadził w księstwie, jako obowiązujące, wyznanie luterańskie. Już w 1525 roku kościół zaczął funkcjonować jako protestancki. Pierwotnie kościół był otoczony cmentarzem, na którym urządzano pochówki do roku 1775, gdy Fryderyk II całkowicie zakazał pochówków na terenie miast i w kościołach. Rolę świątyni protestanckiej kościół pełnił aż do 1945.
10 listopada 1905 roku przed kościołem odsłonięto pomnik Marcina Lutra. Został on usunięty wkrótce po zakończeniu II wojny światowej.
Podczas zdobywania miasta na przełomie stycznia i lutego 1945 kościół doszczętnie spłonął, a następnie przez 13 lat (do 1958) niszczał pozostawiony bez opieki. W 1958 roku z inicjatywy ks. Kazimierza Makarskiego rozpoczęto odbudowę kościoła według wzorów z 1370 roku. W czasie remontu odkryto w zakrystii późnogotyckie freski ścienne.

## Architektura i wnętrze kościoła
Kościół ma trzynawową charakterystykę bazyliki z wydłużonym korpusem pozbawionym podziału na chór i partie nawy. Strzelistość 30-metrowej nawy głównej z gwiaździstym sklepieniem i wysmukłymi oknami skontrastowano z niskimi, szerokimi i ciemnymi nawami bocznymi. Nawę główną od bocznych oddzielono prostymi filarami i linearnymi przęsłami, nie ograniczającymi przestrzeni wnętrza. Kościół posiadał bogaty wystrój rzeźbiony w drzewie oraz zespół witrażowy. Do dzisiaj zachowały się tylko fragmenty. Drewniane części spłonęły podczas II wojny światowej, a szczątki wyposażenia znajdują się w Muzeum Narodowym we Wrocławiu oraz w Muzeum Piastów Śląskich w Brzegu. Natomiast dwie kwatery oryginalnych witraży znajdują się w Muzeum Narodowym w Poznaniu.
W ściany i filary kościoła wmurowywano kamienne i drewniane epitafia bogatych mieszczan brzeskich.
Pod koniec XIX wieku nadbudowano wieże kościoła jako odpowiedź na podwyższenie wież w katolickiej świątyni Podwyższenia Krzyża Świętego.

## Organy

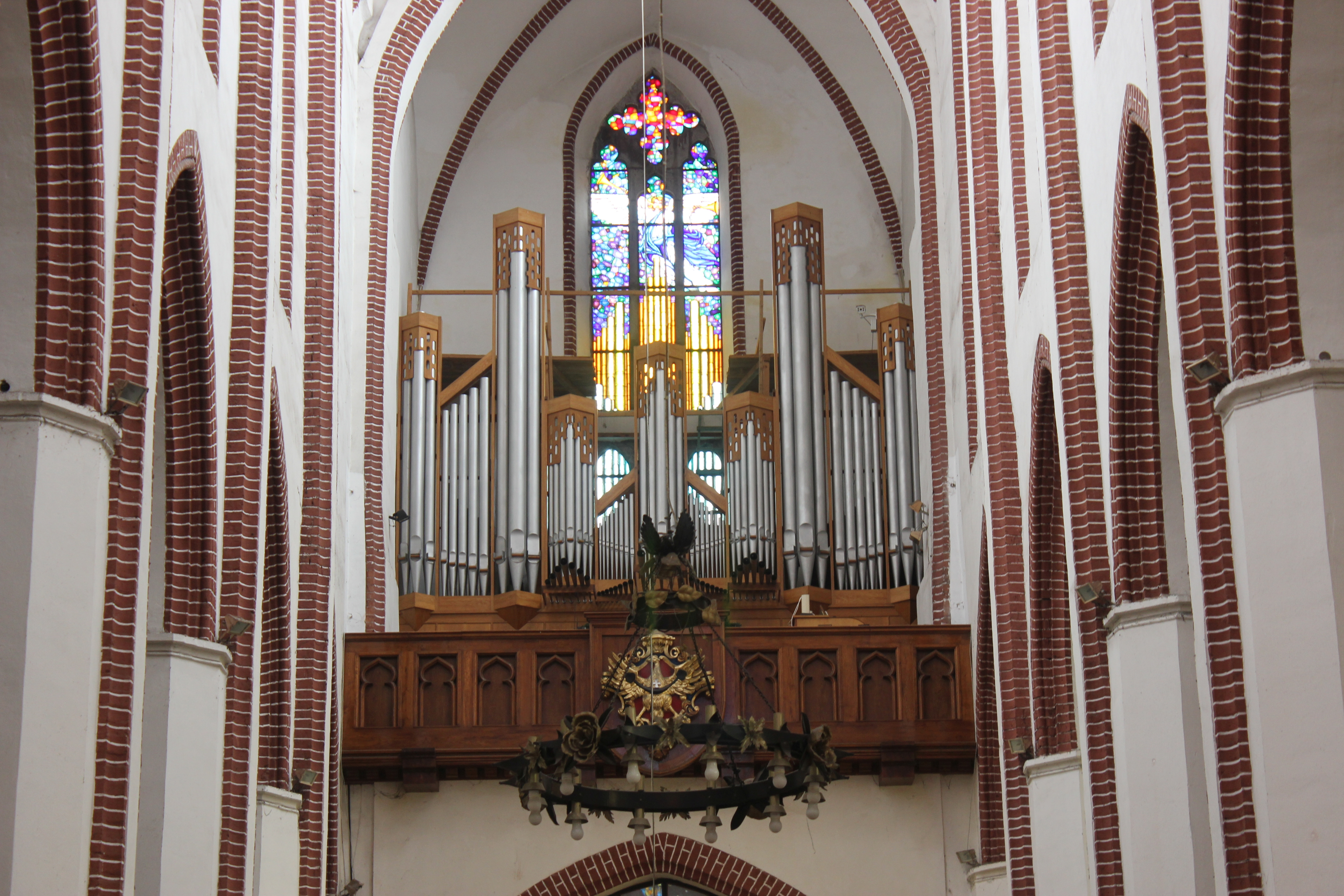
Organy

Pierwszy, 30-głosowy instrument w kościele św. Mikołaja pochodził z połowy XV wieku. W latach 1724–1730 Zastąpiono go wybudowanym przez Michała Englera organami o 56 głosach. W latach 1926–1928 przeprowadzono ich modernizację. Ostatecznie organy zostały zdemontowane na przełomie 1944 i 1945 roku, niestety po instrumencie ślad zaginął. Obecne organy zostały zbudowane przez braci Broszko z Bolesławca w 1986 roku. Instrument zarówno brzmieniowo, jak i architektonicznie nie nawiązuje do konkretnej epoki. Na przełomie 2007 i 2008 roku zakończył się remont organów.
Dyspozycja instrumentu:
| Manuał I            | Manuał II           | Manuał III         | Manuał IV          | Pedał                |
| ------------------- | ------------------- | ------------------ | ------------------ | -------------------- |
| 1. Gedakt pomer 16' | 1. Gedakt 16'       | 1. Gedakt 8'       | 1. Prync. skrz. 8' | 1. Pryncypał bas 16' |
| 2. Pryncypał 8'     | 2. Prync. włoski 8' | 2. Unda maris 8'   | 2. Portunal 8'     | 2. Subbas 16'        |
| 3. Gamba 8'         | 3. Rurflet 8'       | 3. Kwinta dena 8'  | 3. Salicet 8'      | 3. Kwintbas 10 2/3'  |
| 4. Flet kryty 8'    | 4. Viola 8'         | 4. Pryncypał 4'    | 4. Gemshorn 4'     | 4. Oktawbas 8'       |
| 5. Oktawa 4'        | 5. Prestant 4'      | 5. Rurflet 4'      | 5. Blokflet 2'     | 5. Pryncypał 8'      |
| 6. Holzflet 4'      | 6. Róg nocny 4'     | 6. Róg nocny 2'    | 6. Trawers flet 4' | 6. Celo 8'           |
| 7. Kwinta 2 2/3'    | 7. Nasard 2 2/3'    | 7. Kwinta 1 1/3'   | 7. Szpic oktawa 2' | 7. Fletbas 8'        |
| 8. Oktawa 2'        | 8. Super oktawa 2'  | 8. Siflet 1'       | 8. Nasard 1 1/3'   | 8. Chorałbas 4'      |
| 9. Kornet 3x        | 9. Flet leśny 2'    | 9. Sesguialtera 2x | 9. Flażolet 1'     | 9. Flet 2'           |
| 10. Mixtura 5x      | 10. Tercja 1 3/5'   | 10. Cymbel 3x      | 10. Akuta 3-4x     | 10. Mixtura 6x       |
| 11. Szarf 4x        | 11. Mixtura 5x      | 11. Krumhorn 8'    | 11. Vox humana 8'  | 11. Puzon 32'        |
| 12. Trąbka 8'       | 12. Obój 8'         |                    |                    | 12. Puzon 16'        |
|                     | 13. Klarino 4'      |                    |                    | 13. Trompet 8'       |

## Galeria

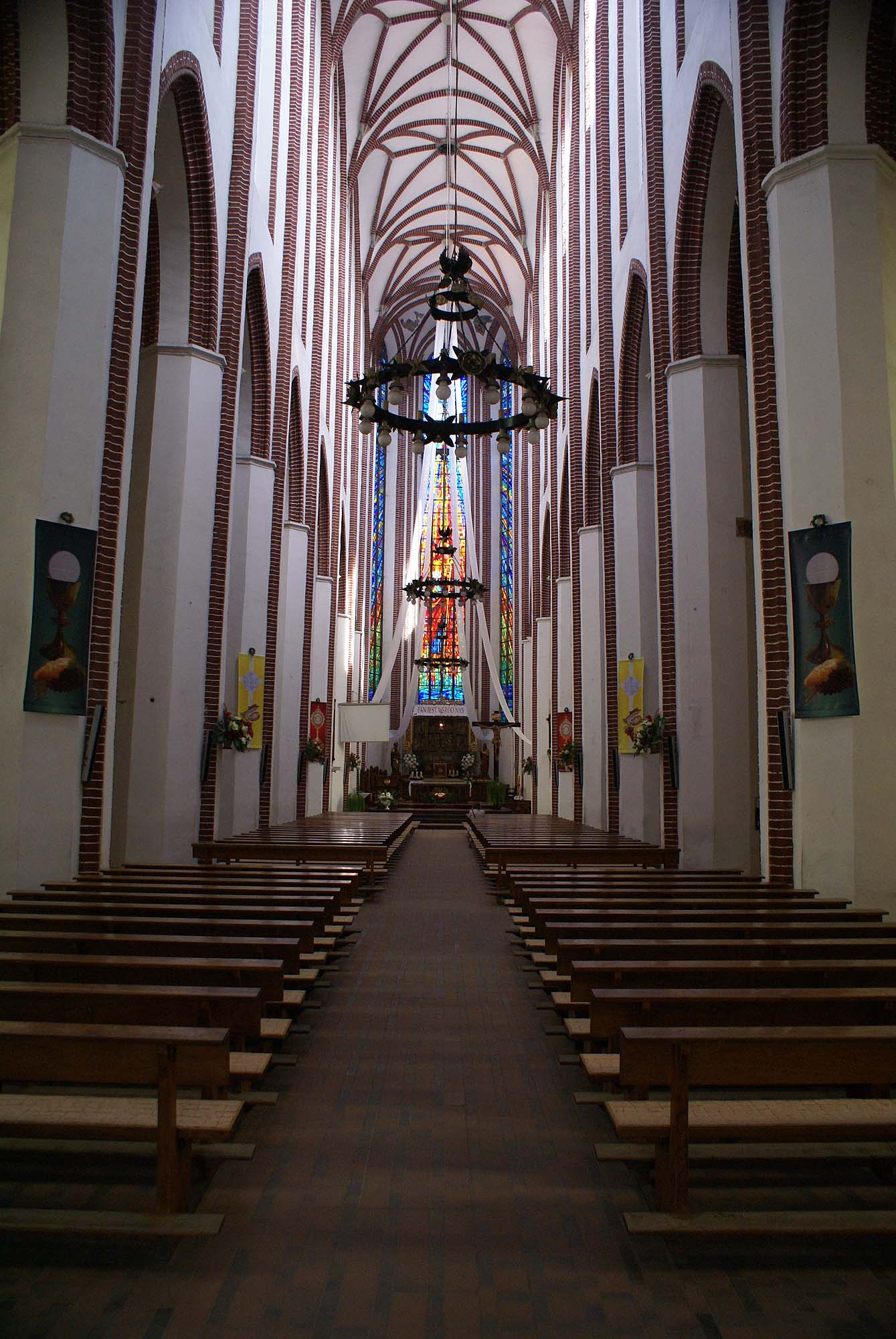
Wnętrze kościoła
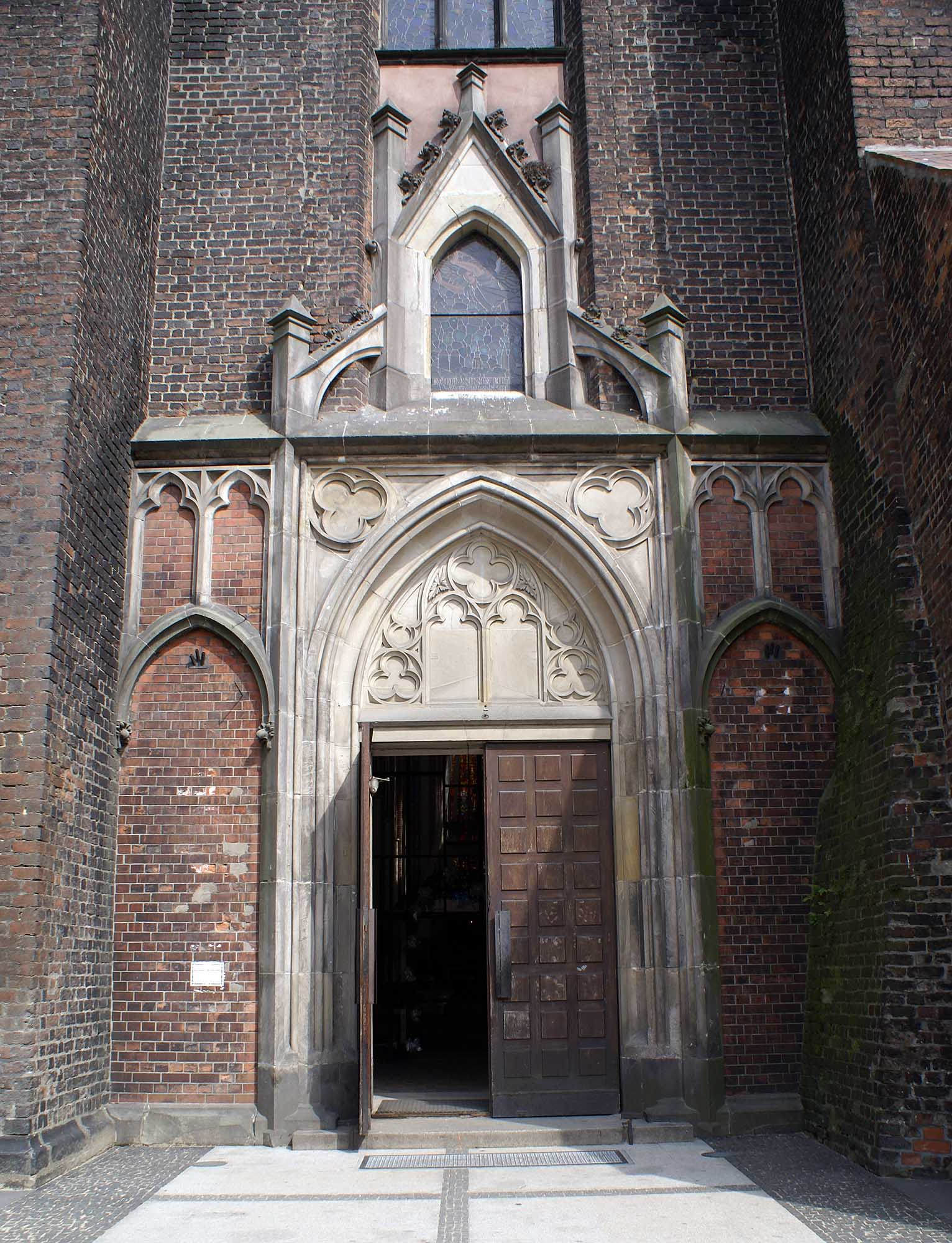
Portal wejściowy
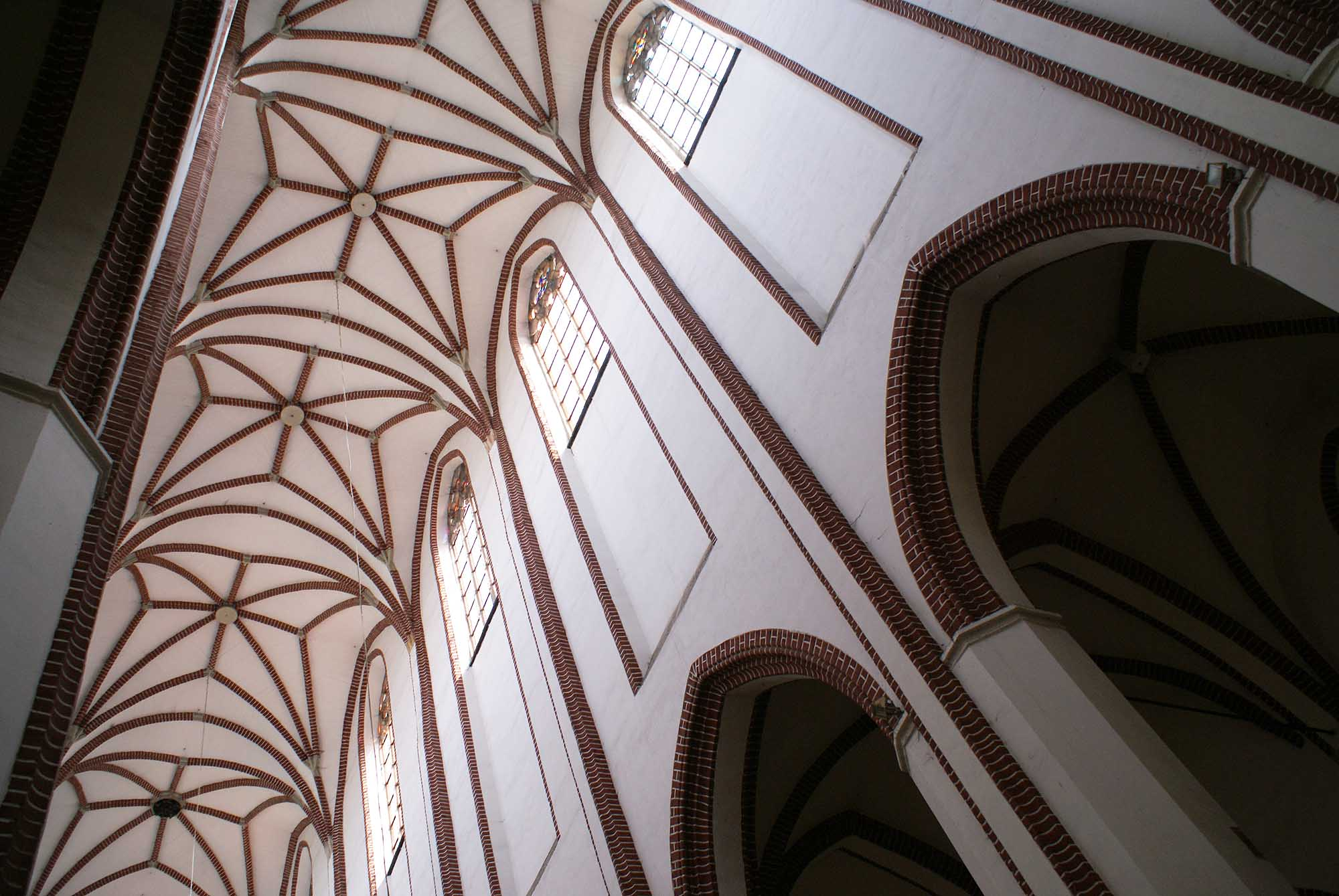
Sklepienie
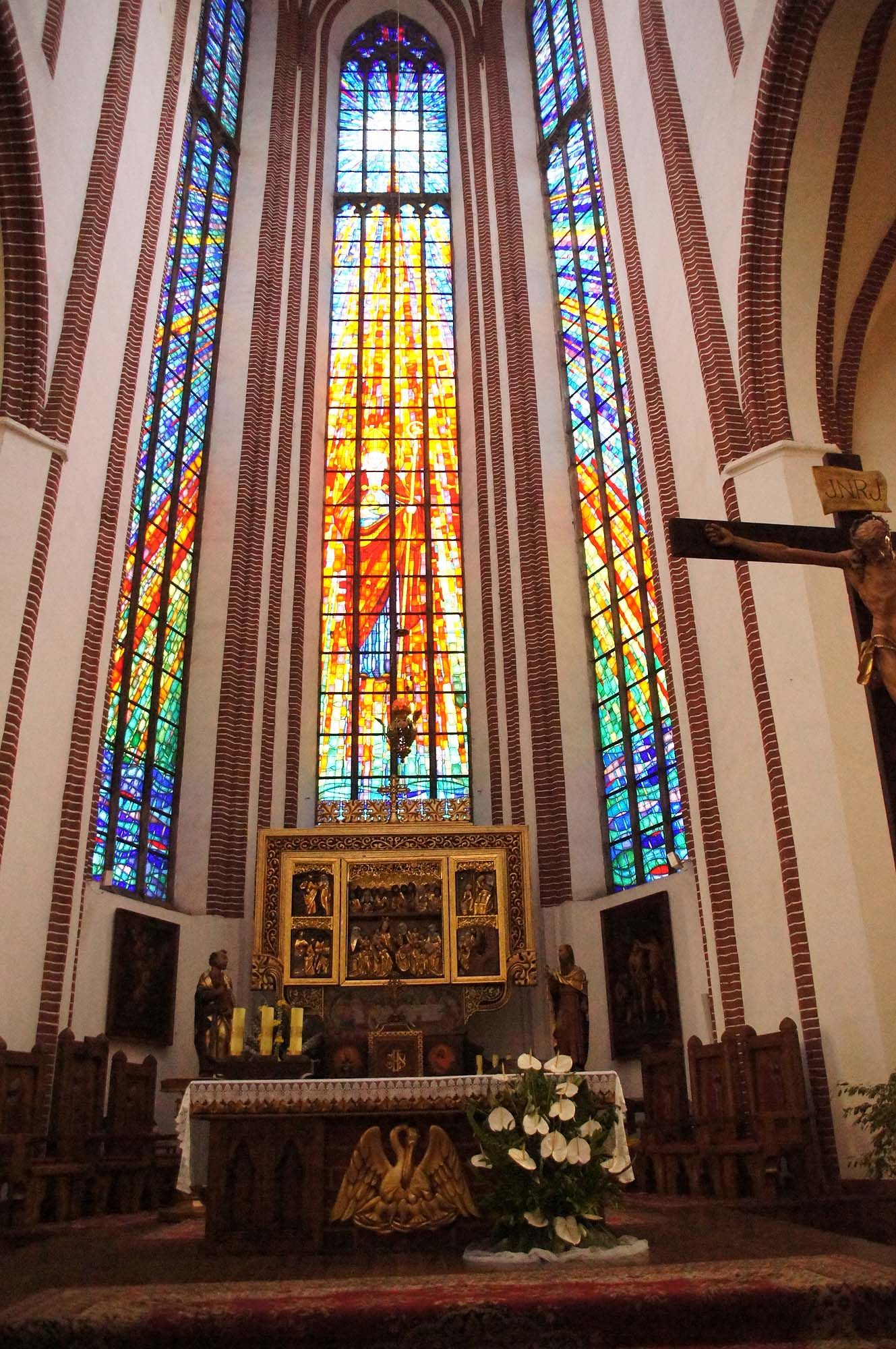
Witraż
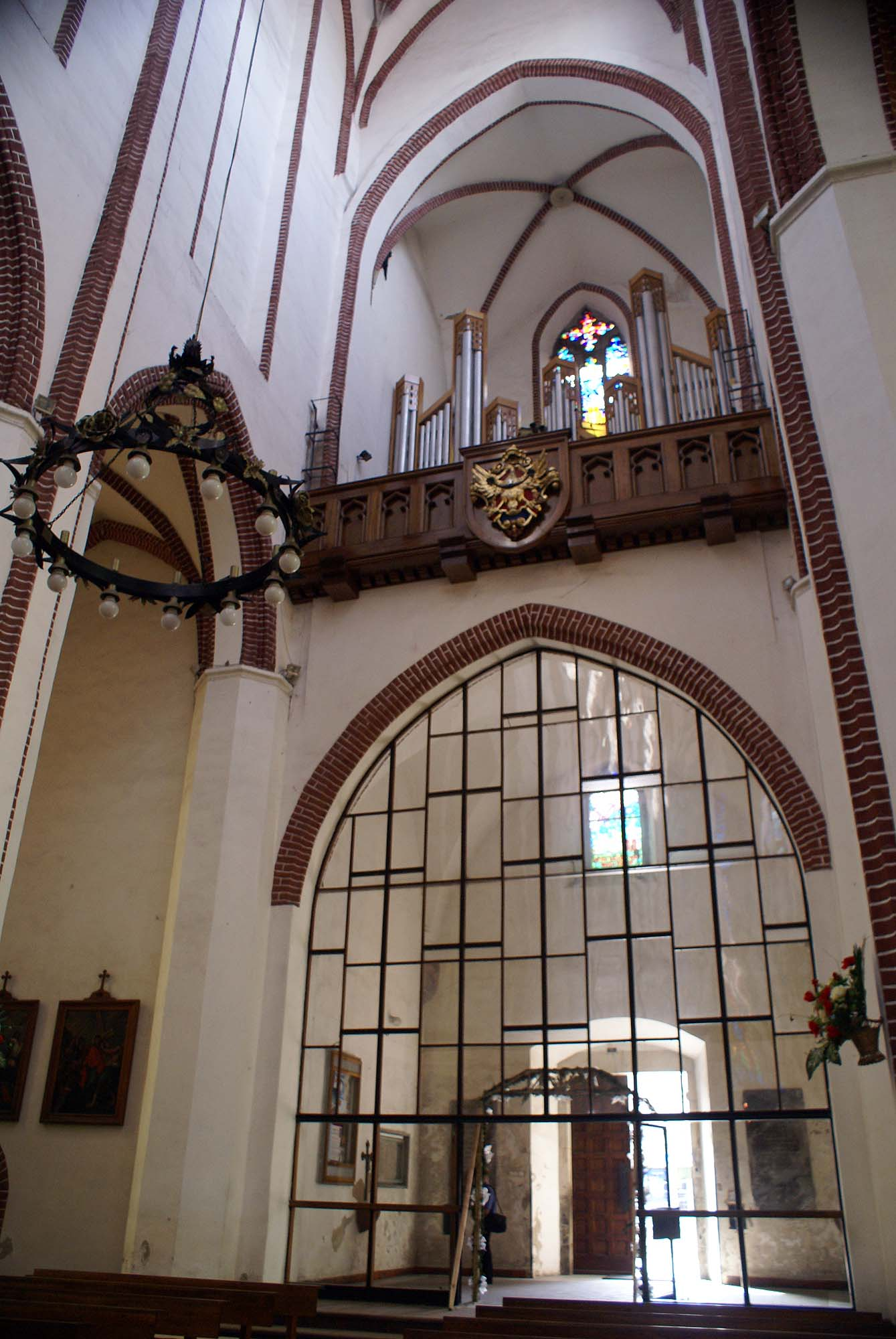
Widok na chór i organy
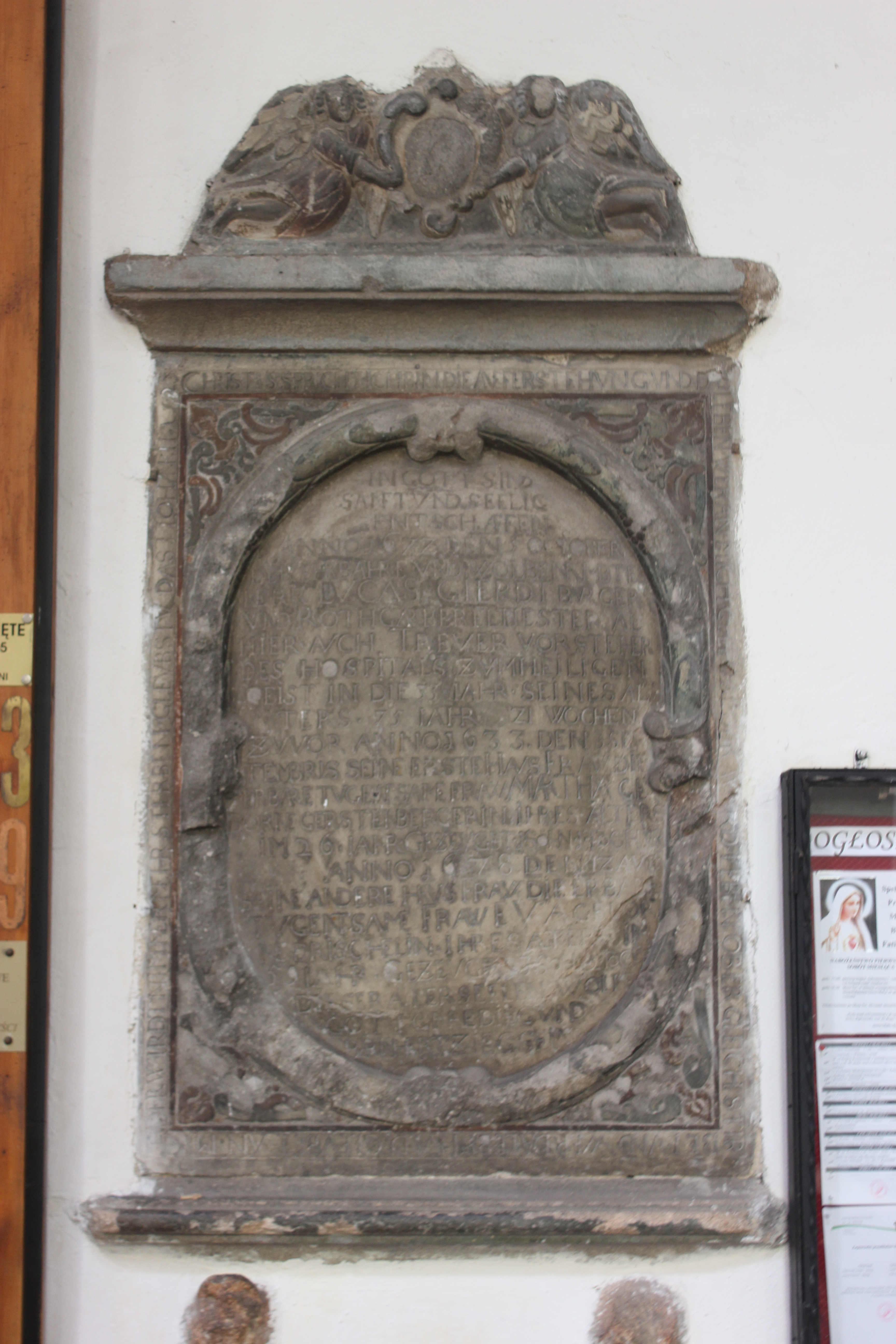
Epitafium